# Fernmeldeturm Pasewalk
Der Fernmeldeturm Pasewalk ist ein Sendeturm für UKW-Rundfunk 4 km südöstlich der Stadt Pasewalk im Pasewalker Kirchenwald gelegen. Der Fernmeldeturm ist nicht für die Öffentlichkeit zugänglich.

## Nutzung
Vom Fernmeldeturm Pasewalk werden folgende UKW-Hörfunkprogramme abgestrahlt:
| Sendername     | Region                      | UKW      | ERP    |
| -------------- | --------------------------- | -------- | ------ |
| NDR 1 Radio MV | Vorpommernstudio Greifswald | 93,7 MHz | 2,5 kW |
| N-Joy          | keine                       | 94,8 MHz | 1,3 kW |